# Glaciar Axel Heiberg
El glaciar Axel Heiberg es un glaciar de valle en la Antártida. Mide 48 km de largo, y desciende desde las alturas en el Meseta Antártica hacia la Barrera de hielo de Ross (casi a nivel del mar) entre la cordillera Herbert y el Monte Don Pedro Christophersen en las Montañas Reina Maud.
Este vasto glaciar fue descubierto en noviembre de 1911 por el explorador polar noruego Roald Amundsen, y lo nombró en honor a Axel Heiberg, un hombre de negocios y patrono de la ciencia noruego que había ayudado a financiar numerosas expediciones polares noruegas. Amundsen utilizó este glaciar como ruta hacia la meseta polar durante su exitosa expedición al polo Sur.
A diferencia de los grandes glaciares tales como el Beardmore, el Shackleton y el Liv, el Axel Heiberg es un glaciar alpino, separado de la Meseta por una cornisa de dolerita y alimentado por la pesada nieve que se deposita en su zona de captura. Desciende unos 2700 m en solo 32 km, la mayor parte en una distancia de solo 11 km.